# Le Plessis-Grammoire
Le Plessis-Grammoire är en kommun i departementet Maine-et-Loire i regionen Pays de la Loire i nordvästra Frankrike. Kommunen ligger i kantonen Angers-Est som tillhör arrondissementet Angers. År 2022 hade Le Plessis-Grammoire 2 649 invånare.

## Befolkningsutveckling
Antalet invånare i kommunen Le Plessis-Grammoire
| Referens: INSEE |